# Frédéric-Henri de Prusse
Guillaume-Ernest-Alexandre-Frédéric-Henri-Albert prince de Prusse (né le 15 avril 1874 à Hanovre et mort le 13 novembre 1940 à Seitenberg, arrondissement d'Habelschwerdt, province de Basse-Silésie) est un officier prussien et membre de la Maison de Hohenzollern.

## Biographie
Frédéric-Henri est le fils aîné du prince prussien Albert de Prusse (1837-1906) et de son épouse Marie de Saxe-Altenbourg (1854-1898). Il étudie le droit à l'Université rhénane Frédéric-Guillaume de Bonn. En 1895, il devient membre du Corps Borussia Bonn plus tard il est membre honoraire de la fraternité Vandalia Berlin. Après ses études, il se lance dans la carrière d'officier. En tant que major du 1er régiment de dragons de la Garde, il est commandé en 1902 à l'état-major général. En 1904, il devient commandant du 2e régiment de dragons (pl) et est promu colonel à ce poste le 21 mai 1906. Sous position à la suite, Frédéric-Henri est relevé de son poste de commandant de régiment début 1907. Frédéric-Henri est exclu de l'armée prussienne, mais au début de la Première Guerre mondiale, il est autorisé à redevenir soldat. Cependant, il se voit refuser des promotions.
Fin 1906, Frédéric-Henri est élu maître de l'Ordre de Saint-Jean à la demande de l'empereur Guillaume II pour succéder à son père décédé. En raison de ses "débordements" homosexuels, qui ne sont pas restés inconnus, il demande à l'empereur, peu avant son investiture prévue pour le 12 février 1907, de renoncer à son élection. Eitel-Frédéric de Prusse devient alors maître  de l'ordre de Saint-Jean. Quand le publiciste Maximilian Harden rend public, le 27 avril 1907, dans sa revue Zukunft, il publie les raisons de ce changement de direction avec la clause subordonnée "parce qu'il souffre d'une perversion héréditaire de la libido", Frédéric-Henri quitte Berlin sur les conseils urgents de Theobald von Bethmann Hollweg. Après des séjours dans le sud de la France et en Égypte, il vit reclus dans ses domaines silésiens. Au tournant de l'année 1909/10, il cède officiellement la présidence de l'Académie des sciences d'utilité publique d'Erfurt  qu'il a assumée après la mort de son père, à son frère Frédéric-Guillaume de Prusse.
Selon le droit de succession, le pays de Kamenz ainsi que la seigneurie de Seitenberg lui reviennent. Il apporte une contribution majeure au développement économique de la partie sud-est du comté de Glatz et est populaire auprès de ses sujets en raison de son souci de la population. Ses fonds permettent notamment de construire l'église évangélique Sainte-Croix à Wölfelsgrund (1911) et l'église de la Résurrection à Seitenberg (1913), et de faire venir des diaconesses pour la maison de soins locale. Il permet à la sylviculture de la région de prendre son essor.
Frédéric-Henri se distingue par une taille exceptionnelle (il mesurait plus de 2 m). Il ne s'est jamais marié et est mort sans descendance. Avec sa mort, la lignée d'Albert de Hohenzollern du côté de son père a pris fin. Frédéric-Henri décède le 13 novembre 1940 à Seitenberg et est enterré dans le mausolée du parc,. Après la mort de Frédéric-Henri, le fils du prince Henri, petit-fils de l'empereur et roi de Prusse Frédéric III, Waldemar (de) (1889-1945) hérite du château de Kamenz selon l'accord antérieur entre les parties.